# Navia maguirei
Navia maguirei är en gräsväxtart som beskrevs av Lyman Bradford Smith. Navia maguirei ingår i släktet Navia och familjen Bromeliaceae. Inga underarter finns listade i Catalogue of Life.